# Hoffmannseggia intricata
Hoffmannseggia intricata es una especie de planta floral del género Hoffmannseggia, tribu Caesalpinieae. Fue descrita por Brandegee y publicada por primera vez en Proc. Calif. Acad. Sci., ser. 2, 2: 151 (1889).
Es un arbusto que crece en zonas desérticas o en matorrales secos.

## Distribución
Se distribuye por el noroeste de México.